# Championnats du monde d'athlétisme jeunesse 2005
Navigation
Édition précédente Édition suivante
Les 4es Championnats du monde d'athlétisme cadets (appelés jeunesse au Canada) se sont déroulés à Marrakech (Maroc) du 13 au 17 juillet 2005.

## Résultats

### Garçons
| Épreuves             | Or                                                     | Or             | Argent                                                            | Argent         | Bronze                                                                          | Bronze         |
| -------------------- | ------------------------------------------------------ | -------------- | ----------------------------------------------------------------- | -------------- | ------------------------------------------------------------------------------- | -------------- |
| 100 m                | Harry Aikines-Aryeetey GBR                             | 10 s 35        | Alexander Nelson GBR                                              | 10 s 36        | Keston Bledman TRI                                                              | 10 s 55        |
| 200 m                | Harry Aikines-Aryeetey GBR                             | 20 s 91        | Jorge Valcárcel CUB                                               | 21 s 08        | Matteo Galvan ITA                                                               | 21 s 14        |
| 400 m                | Adam El-Nour SUD                                       | 46 s 56        | Julius Kirwa KEN                                                  | 46 s 70        | Bryshon Nellum USA                                                              | 46 s 81        |
| 800 m                | Gilbert Kipkurui Keter KEN                             | 1 min 48 s 42  | Jackson Mumbwa Kivuva KEN                                         | 1 min 48 s 57  | Jan Masenamela RSA                                                              | 1 min 49 s 73  |
| 1 500 m              | Belal Mansoor Ali BRN                                  | 3 min 36 s 98  | Bader Khalil Bader BRN                                            | 3 min 43 s 70  | Abubaker Kaki SUD                                                               | 3 min 45 s 06  |
| 3 000 m              | Abreham Cherkos ETH                                    | 8 min 00 s 90  | Ibrahim Jeilan ETH                                                | 8 min 04 s 21  | Saleh Marzooq Bakheet BRN                                                       | 8 min 04 s 78  |
| 2 000 mètres steeple | Abel Kiprop Mutai KEN                                  | 5 min 24 s 69  | Bisluke Kipkorir Kiplagat KEN                                     | 5 min 24 s 87  | Abdelghani Aït Bahmad ETH                                                       | 5 min 26 s 52  |
| 110 mètres haies     | Cordera Jenkins USA                                    | 13 s 35        | Ryan Brathwaite BAR                                               | 13 s 44        | Gianni Frankis GBR                                                              | 13 s 48        |
| 400 mètres haies     | Mohammed Daak KSA                                      | 50 s 90        | David Klech USA                                                   | 50 s 90        | Adel Jaber Asseri KSA                                                           | 51 s 68        |
| 10 000 m marche      | Sergey Morozov Russie                                  | 42 min 26 s 92 | Vladimir Akhmetov RUS                                             | 42 min 32 s 81 | Yusuke Suzuki JPN                                                               | 42 min 43 s 22 |
| Saut en hauteur      | Huang Haiqiang CHN                                     | 2,27 m         | Oleksandr Nartov UKR                                              | 2,18 m         | Álex Soto ESP                                                                   | 2,18 m         |
| Saut à la perche     | Yang Yansheng CHN                                      | 5,25 m         | Scott Roth USA                                                    | 5,25 m         | Albert Vélez ESP                                                                | 5,20 m         |
| Saut en longueur     | Chris Noffke AUS                                       | 7,97 m         | Tiberiu Talnar ROU                                                | 7,53 m         | Cleiton Sabino BRA                                                              | 7,49 m         |
| Triple saut          | Héctor Dairo Fuentes CUB                               | 16,63 m        | Ilya Efremov RUS                                                  | 16,45 m        | Zhivko Petkov BUL                                                               | 16,20 m        |
| Lancer du poids      | Jan Petrus Hoffman RSA                                 | 20,99 m        | Vladislav Tulácek CZE                                             | 19,97 m        | Rosen Karamfilov BUL                                                            | 19,86 m        |
| Lancer du disque     | Ali Shahrokhi IRI                                      | 61,07 m        | Osmel Charlot CUB                                                 | 60,17 m        | António Vital e Silva POR                                                       | 59,30 m        |
| Lancer du marteau    | Sándor Pálhegyi HUN                                    | 81,89 m        | Artem Vynnyk UKR                                                  | 77,88 m        | Alexander Smith GBR                                                             | 73,77 m        |
| Lancer du javelot    | Noël Meyer RSA                                         | 80,52 m        | Roman Avramenko UKR                                               | 79,22 m        | Víctor Fatecha Paraguay                                                         | 77,21 m        |
| Relais suédois       | USA Isaiah Green Devin Mays Zach Chandy Bryshon Nellum | 1 min 51 s 19  | TRI Kieron Anthony Keston Bledman Ade Alleyne-Forte Kervin Morgan | 1 min 52 s 51  | KSA Hadi M. Hassan Mohammed Ali Al-Beshi Ismail M.H Al-Sabani Adel Jaber Asseri | 1 min 52 s 89  |
| Octathlon            | Yordani García CUB                                     | 6 482 pts      | Matthias Prey GER                                                 | 6 282 pts      | Cleiton Sabino BRA                                                              | 6 218 pts      |

### Filles
| Épreuves          | Or                                                           | Or             | Argent                                                               | Argent         | Bronze                                                             | Bronze         |
| ----------------- | ------------------------------------------------------------ | -------------- | -------------------------------------------------------------------- | -------------- | ------------------------------------------------------------------ | -------------- |
| 100 m             | Bianca Knight USA                                            | 11 s 38        | Ebony Collins USA                                                    | 11 s 44        | Schillonie Calvert JAM                                             | 11 s 44        |
| 200 m             | Aymeé Martínez CUB                                           | 22 s 99        | Bianca Knight USA                                                    | 23 s 33        | LaToya King JAM                                                    | 23 s 57        |
| 400 m             | Nawal El Jack SUD                                            | 51 s 19        | Danijela Grgic CRO                                                   | 51 s 30        | Aymeé Martínez CUB                                                 | 52 s 04        |
| 800 m             | Flavious Teresa Kwamboka KEN                                 | 2 min 07 s 42  | Winny Chebet KEN                                                     | 2 min 08 s 15  | Katherine Katsanevakis AUS                                         | 2 min 08 s 35  |
| 1 500 m           | Sheila Chepkirui Kiprotich KEN                               | 4 min 12 s 29  | Yuriko Kobayashi JPN                                                 | 4 min 13 s 96  | Bizunesh Urgesa ETH                                                | 4 min 19 s 34  |
| 3 000 m           | Veronica Nyaruai Wanjiru KEN                                 | 9 min 01 s 61  | Pauline Chemning Korikwiang KEN                                      | 9 min 05 s 42  | Hitomi Niiya JPN                                                   | 9 min 10 s 34  |
| 100 mètres haies  | April Williams USA                                           | 13 s 23        | Natasha Ruddock JAM                                                  | 13 s 38        | Theresa Lewis USA                                                  | 13 s 39        |
| 400 mètres haies  | Ebony Collins USA                                            | 55 s 96        | Lauren Boden AUS                                                     | 58 s 30        | Aya Miyahara JPN                                                   | 59 s 62        |
| 5000 m marche     | Tatyana Kalmykova RUS                                        | 22 min 14 s 47 | Elmira Alembekova RUS                                                | 22 min 27 s 17 | Chai Xue CHN                                                       | 22 min 34 s 28 |
| Saut en hauteur   | Gu Biwei CHN                                                 | 1,87 m         | Sophia Begg AUS                                                      | 1,85 m         | Yekaterina Yevseyeva KAZ                                           | 1,85 m         |
| Saut à la perche  | Ekateríni Stefanídi GRE                                      | 4,30 m         | Keisa Monterola Venezuela                                            | 4,30 m         | Yu Shuo CHN                                                        | 4,20 m         |
| Saut en longueur  | Arantxa King BER                                             | 6,39 m         | Éloyse Lesueur FRA                                                   | 6,28 m         | Cornelia Deiac ROU                                                 | 6,25 m         |
| Triple saut       | Sha Li CHN                                                   | 13,81 m        | Kaire Leibak EST                                                     | 13,74 m        | Cristina Bujin ROU                                                 | 13,23 m        |
| Lancer du poids   | Simoné du Toit RSA                                           | 16,33 m        | Li Bo CHN                                                            | 15,92 m        | Dani Samuels AUS                                                   | 15,53 m        |
| Lancer de disque  | Dani Samuels AUS                                             | 54,09 m        | Simoné du Toit RSA                                                   | 52,10 m        | Kamorean Hayes USA                                                 | 49,64 m        |
| Lancer du marteau | Bianca Perie ROU                                             | 62,27 m        | Anna Bulgakova RUS                                                   | 62,05 m        | Dóra Lévai HUN                                                     | 58,80 m        |
| Lancer du javelot | Zhang Li CHN                                                 | 56,66 m        | Vira Rebryk UKR                                                      | 56,16 m        | Yanet Cruz CUB                                                     | 51,66 m        |
| Relais suédois    | USA Khrystal Carter Ebony Collins Bianca Knight Brandi Cross | 2 min 03 s 93  | AUS Jessica Gulli Olivia Tauro Megan Hill Jaimee-Lee Hoebergen-Starr | 2 min 06 s 58  | BRA Tatiane Ferraz Vanda Gomes Franciela Krasucki Josiane Valentim | 2 min 06 s 60  |
| Heptathlon        | Tatyana Chernova RUS                                         | 5 875 pts      | Yana Panteleyeva RUS                                                 | 5 611 pts      | Diana Rach GER                                                     | 5 481 pts      |